# Helictopleurus aurocupreus
Helictopleurus aurocupreus là một loài bọ cánh cứng trong họ Bọ hung (Scarabaeidae).